# Alain Le Yaouanc

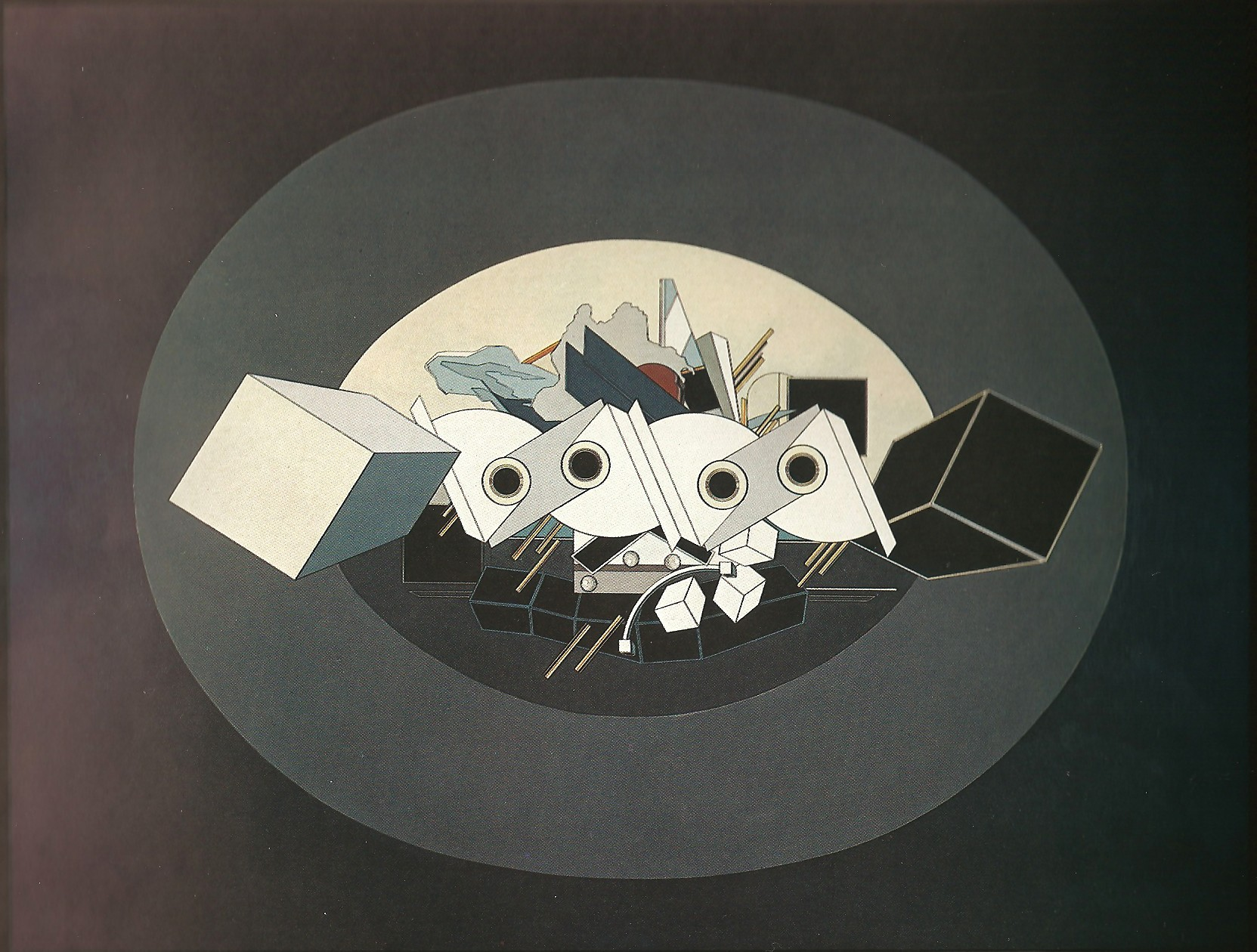
Una litografia di Le Yaouanc

Alain Le Yaouanc (Alençon, 18 maggio 1940) è un pittore, disegnatore, scultore e illustratore francese.

## Biografia
Dopo un soggiorno negli Stati Uniti dove principia i suoi studi di belle arti e organizza le sue prime esposizioni, si sposta a Parigi nel 1965 dove incontra André Breton e Alejandro Jodorowsky.
Diviene illustre per le sue litografie, ora molto ricercate dagli speculatori del mercato di belle arti e per i suoi collage.
Dopo alcune esposizioni incontra Louis Aragon di cui diverrà illustratore dei suoi scritti e sincero amico. Accumula negli anni una grossa fortuna e una collezione di opere di diversi pittori e scultori, tra i quali Picasso e Rodin, che gli verranno sottratte nel 1999 per essere rivendute a Drouot, a causa di un mancato pagamento delle imposte statali. Rovinato dalla forte pressione fiscale e speculativa dei commissari giudiziari interessati al resto della sua collezione, si ritira dalla vita pubblica e minaccia più volte il suicidio per salvaguardare il suo atelier fino a quando nel 2015 non gli viene confiscato dalla guardia di finanza quantunque vuotato di tutte le sue cose.